# Tanjung (Noord-Lombok)
Tanjung is een plaats in Indonesië, gelegen op het eiland Lombok. Het is de hoofdplaats van Noord-Lombok.